# Лакруа де Марсель, Шарль Франсуа
Шарль-Франсуа Лакруа де Марсель, или Шарль Франсуа Лакруа Марсельский (фр. Charles François Lacroix de Marseille); также Лакруа делла Кроче (итал. Lacroix della Croce); около 1700, Марсель — 1779 или ноябрь 1782, Берлин) — французский живописец, пейзажист, маринист: мастер ночного и приморского пейзажа. Романист.

## Биография
«Шарль-Франсуа Лакруа из Марселя» учился у романиста Клода Жозефа Верне в Риме, в его стиле он позднее и работал. Писал морские пейзажи и гавани с кораблями при вечернем, ночном лунном освещении. В Италии получил прозвание «Лакруа делла Кроче» (итал. Lacroix della Croce — «Лакруа креста»).
В Италии Лакруа Марсельский работал под влиянием Жана-Жозефа Капеллера и Жана-Анри д’Арля. С 1776 года он с большим успехом выставлял свои «ночные картины» и провёл значительную часть своей жизни между Римом и Провансом. В 1780 году опубликовал объявление, приглашая учеников в свою мастерскую в Париже.
По некоторым данным, Лакруа отправился в Берлин, чтобы предложить свои услуги королю Пруссии Фридриху II, однако скоропостижно скончался в Берлине. По его картинам создавали гравюры Жан-Жак Ле Во и Ноэль Ле Мир.
Картины Шарля-Франсуа Лакруа хранятся в ряде французских музеев — в Тулоне, Дижоне, Марселе. В санкт-петербургском Эрмитаже имеются три морских пейзажа художника.
На эффекты освещения в пейзажах Лакруа Марсельского в своё время обращали внимание такие новаторы живописи, как Уильям Тёрнер и Клод Моне.

## Галерея
- Морской пейзаж. Ночной эффект. Холст, масло. Музей Маньен, Дижон
- Берег моря. Дерево, масло. Музей изобразительных искусств, Марсель
- Каскад в Тиволи. Дерево, мало. Музей изящных искусств, Либурн
- Эффект дымчатого солнца. Холст, масло. Музей искусства, Тулон
- Вилла Мецената в Тиволи. 1764. Дерево, масло. Музей Боде, Берлин
- Морской пейзаж ночью. Дерево, масло. Музей изящных искусств Дижона
- Вид на гавань на закате. Далласский музей изящных искусств, Техас, США
- Морской порт в лунном свете. 1751. Холст, масло. Национальный фонд, Великобритания